# Адские колонны
Адские колонны (фр. Colonnes infernales) – операция по окончательному подавлению Вандейского восстания и уничтожению остатков повстанцев и поддерживающих их гражданских лиц, проводившаяся с января по май 1794 года под командованием французского революционного генерала Луи Мари Тюрро. 
После принятия 1 августа и 1 октября 1793 года Национальным конвентом законов было заявлено, что целью операции было истребить «бандитов» в районе к югу от реки Луары (так называемая военная Вандея). В январе 1794 года Тюрро написал военному министру, изложив предложенную им тактику: «Моя цель – сжечь все, не оставив ничего, кроме того, что необходимо для создания необходимых помещений для истребления мятежников». 

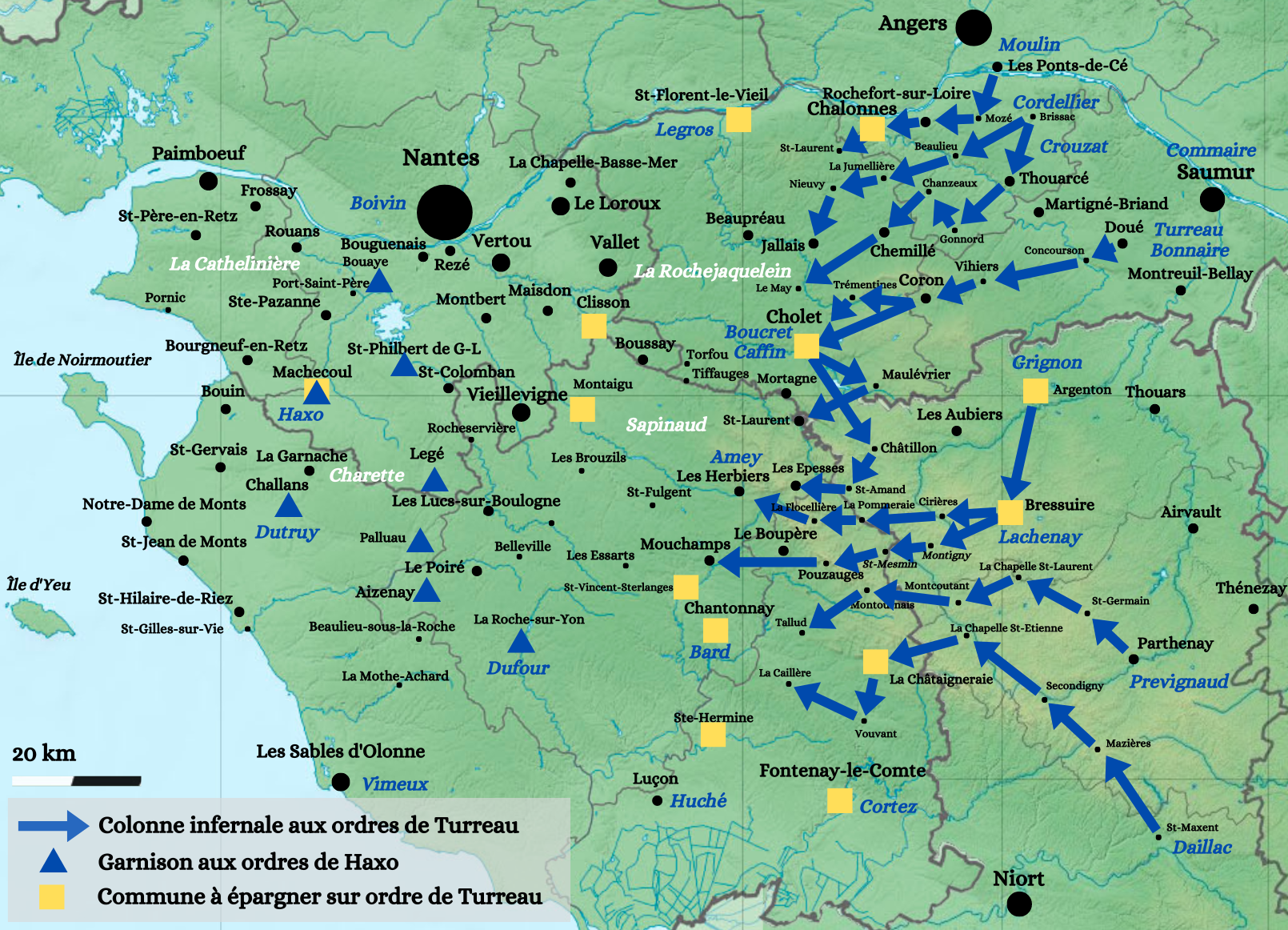
Карта действий «Адских колонн».

Были сформированы 12 армейских колонн, которые были отправлены через территорию Вандеи. С января по май 1794 года колонны пересекали восставшие территории в департаментах Мэн и Луара, Луара-Инферьер, Вандея и Дё-Севр. Действия колонн превратились в беспорядочные убийства мирного населения, изнасилования, пытки, часто без различия возраста, пола или политических взглядов, грабежи и разрушение инфраструктуры (сожжение деревень, уничтожение посевов). По оценкам, в первой четверти 1794 года было убито от 16 000 до 40 000 гражданских лиц. Население прозвало карательные колонны «адскими».
Действия «Адских колонн» не только не положили конец войне, но и спровоцировали новые восстания под предводительством Шаретта, Стоффле, Сапино и Мариньи. В конце концов, Тюрро не смог победить повстанцев, и крайняя жестокость его колонн была осуждена местными патриотами, а также некоторыми представителями в миссии. В конечном итоге Тюрро потерял доверие Комитета общественной безопасности. Его отстранение от должности в мае 1794 года положило конец колоннам, но не войне, которая продолжалась до 1796 года.